# Crkva Majke Božje od Sedam Žalosti (Veliko Trgovišće)
Crkva Majke Božje od Sedam Žalosti   je rimokatolička crkva u općini Veliko Trgovišće zaštićeno kulturno dobro.

## Opis dobra
Župna crkva nalazi se na povišenom položaju iznad ceste usred naselja Veliko Trgovišće. Sagrađena je 1876. g. kao jednobrodna građevina s užim poligonalnim svetištem uz koje se nalazi sakristija. Iz jednostavnog glavnog pročelja, raščlanjenog visokim polukružnim prozorskim otvorima, izdiže se zvonik. Unutarnji prostor je svođen je pruskim svodovima. U sakristiji se nalazi bidermajerski ormar, a od sitnog inventara najvrjedniji je kalež iz sredine 18. st. Kurija župnog dvora građena je istovremeno s crkvom kao jednokatnica pravokutnog tlocrta, skladnih proporcija, jednostavnog arhitektonskog oblikovanja u tradiciji kasnoklasicističkih, tipoloških identičnih objekata župnih kurija.

## Zaštita
Pod oznakom Z-3524 zavedena je kao nepokretno kulturno dobro - pojedinačno, pravnog statusa zaštićena kulturnog dobra, klasificirano kao "sakralna graditeljska baština".